# Provincia di San Felipe de Aconcagua
San Felipe de Aconcagua è una delle province della regione cilena di Valparaíso, il capoluogo è la città di San Felipe.	
La provincia è costituita da sei comuni:
- San Felipe
- Llaillay
- Putaendo
- Santa María
- Catemu
- Panquehue